# École africaine des métiers de l'architecture et de l'urbanisme
L'École africaine des métiers de l'architecture et de l'urbanisme (ou EAMAU) est un établissement d'enseignement supérieur situé à Lomé au Togo.

## Historique
En janvier 1971, la conférence des chefs d'Etat et de Gouvernement de l'OCAM(Organisation Commune Africaine et Malgache) avait demandé au Sécretaire général de L'OCAM d'entreprendre avec le concours de l'UNESCO, une enquête dans les Etats membres afin de fournir tous les éléments utile à une prise de décision sur la création éventuelle d'un institut inter-étatique d'architecture et d'urbanisme.
A l'issue de l'étude menée par l'UNESCO, La conférence des Chefs d’État et de Gouvernement de l'OCAM, réunie à Bangui en 1973, décide de choisir Lomé comme siège de l' École dont la convention de création et les statuts sont signés au cours de la Conférence des ministres des Affaires étrangères des États de l'OCAM réunie à Kigali (Rwanda) en décembre 1975.
En Novembre 1976, l'EAMAU est fondée. C'est  une institution inter-États d'enseignement supérieur et de recherche qui délivre des formations (licence, master et doctorat) en architecture, urbanisme et en gestion urbaine.